# Холлесли
Холлесли (англ. Hollesley) — деревня и община в графстве Саффолк на востоке Англии. Расположена на полуострове Баудси, в семи километрах к юго-востоку от города Вудбридж. Население составляет 1400 человек по состоянию на 2005 год.

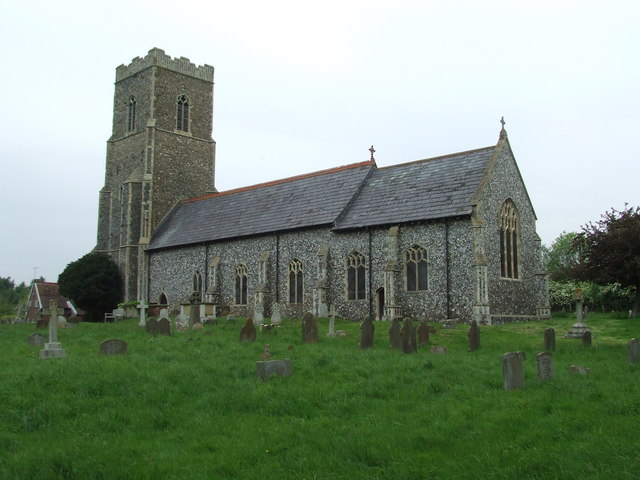
Местная церковь

Тюрьма Холлесли Бэй находится неподалёку от населённого пункта.

## Известные жители и уроженцы
- Павел (Алдерсон) — епископ Константинопольского Патриархата на покое, епископ Трахейский, викарий Западноевропейского экзархата русских приходов
- Горацио Болтон — английский шахматный композитор